# Singularités d'une jeune fille blonde
Pour plus de détails, voir Fiche technique et Distribution.
Singularités d'une jeune fille blonde (Singularidades de uma Rapariga Loura) est un film portugais réalisé par Manoel de Oliveira en 2009. Le scénario est une adaptation de la nouvelle Une singulière jeune fille blonde d'Eça de Queiroz.

## Synopsis
Au cours d'un voyage en train, Macário raconte à une inconnue la grande tristesse de sa vie. Alors qu'il était comptable chez son oncle à Lisbonne, il est tombé amoureux d’une jeune fille blonde. En butte à l'hostilité de son oncle, opposé au mariage, il a dû partir tenter fortune au Cap-Vert, avant d'obtenir enfin le droit d'épouser la femme qu'il aime. Mais quelque temps avant le mariage, Macário a découvert un aspect de la personnalité de sa future femme qu'il ignorait…

## Fiche technique
- Titre : Singularités d'une jeune fille blonde
- Titre original : Singularidades de uma Rapariga Loura
- Réalisation : Manoel de Oliveira
- Scénario : Manoel de Oliveira, d'après la nouvelle de Eça de Queiroz
- Photographie : Sabine Lancelin
- Montage : Catherine Krassovsky et Manoel de Oliveira
- Décors : Christian Marti et José Pedro Penha
- Son : Henri Maïkoff
- Production : François d'Artemare, Maria João Mayer, Luis Miñarro, Jacques Arhex (producteur exécutif)
- Pays :  Portugal,  Espagne et  France
- Langue originale : portugais
- Format : couleur - 1,66:1 - 35 mm
- Genre : drame et romance
- Durée : 64 minutes
- Dates de sortie :
  - Portugal : 30 avril 2009
  - France : 2 septembre 2009

## Distribution
- Ricardo Trêpa : Macario
- Catarina Wallenstein : Luísa Vilaça, la jeune fille
- Diogo Dória : l'oncle Francisco
- Júlia Buisel : la mère de Luisa
- Leonor Silveira : la femme du train
- Paulo Matos : l'homme au chapeau
- Filipe Vargas : un ami
- Carlos Santos : le caissier
- Luís Miguel Cintra : lui-même
- Miguel Guilherme
- Glória de Matos
- Rogério Samora
- Rogério Vieira

## Autour du film
- Lors du festival Paris Cinéma (Juillet 2009), Manoel De Oliveira, 101 ans, est venu lui-même présenter son film au public lors d'une projection exceptionnelle au cinéma Nouveau Latina. Il était pour l'occasion accompagné de son actrice Catarina Wallenstein.
- Le morceau joué à la harpe lors de la soirée chez le notaire est la première Arabesque de Claude Debussy interprétée par Ana Paula Miranda.